# رگای
رگای (به لاتین: Regay) یک منطقهٔ مسکونی در افغانستان است که در ولایت قندهار واقع شده‌است.